# Formazione dei Deep Purple
Nella loro lunga carriera il gruppo dei Deep Purple ha modificato varie volte la propria formazione; è possibile distinguere nove diverse formazioni che tradizionalmente vengono indicate come Mark e con il progressivo in numeri romani.

## Tutti i membri

### Attuale (Mark IX)
- Ian Gillan - voce (1969-1973; 1984-1989; 1991-presente)
- Don Airey - tastiera (2002-presente)
- Roger Glover - basso (1969-1973; 1984-presente)
- Ian Paice - batteria (1968-1976; 1984-presente)
- Simon McBride - chitarra (2022-presente)

### Ex componenti
- Steve Morse - chitarra (1994-2022)
- Rod Evans - voce (1968-1969)
- David Coverdale - voce (1973-1976)
- Joe Lynn Turner - voce (1989-1991)
- Jon Lord - tastiera (1968-1976; 1984-2002)
- Ritchie Blackmore - chitarra (1968-1975; 1984-1993)
- Tommy Bolin - chitarra (1975-1976)
- Joe Satriani - chitarra (1993-1994)
- Nick Simper - basso (1968-1969)
- Glenn Hughes - basso (1973-1976)

### Turnisti
- Christopher Cross - chitarra (1970)[1]
- Randy California - chitarra (1972)[2]
- Candice Night - flauto (1993)[3]
- Nick Fyffe - basso (2011)
- Jordan Rudess - tastiera (2020)

## Formazioni

### Mark I
1968-1969
- Rod Evans - voce
- Ritchie Blackmore - chitarra
- Nick Simper - basso e voce
- Ian Paice - batteria
- Jon Lord - tastiere e voce

### Mark II
1969-1973, 1984-1989, 1992-1993
- Ian Gillan - voce
- Ritchie Blackmore - chitarra
- Roger Glover - basso
- Ian Paice - batteria
- Jon Lord - tastiere

### Mark III
1973-1975
- David Coverdale - voce
- Ritchie Blackmore - chitarra
- Glenn Hughes - basso e voce
- Ian Paice - batteria
- Jon Lord - tastiere

### Mark IV
1975-1976
- David Coverdale - voce
- Tommy Bolin - chitarra e voce
- Glenn Hughes - basso e voce
- Ian Paice - batteria
- Jon Lord - tastiere

### Mark V
1989-1991
- Joe Lynn Turner - voce
- Ritchie Blackmore - chitarra
- Roger Glover - basso
- Ian Paice - batteria
- Jon Lord - tastiere

### Mark VI
1993-1994
- Ian Gillan - voce
- Joe Satriani - chitarra
- Roger Glover - basso
- Ian Paice - batteria
- Jon Lord - tastiere

### Mark VII
1995-2002
- Ian Gillan - voce
- Steve Morse - chitarra
- Roger Glover - basso
- Ian Paice - batteria
- Jon Lord - tastiere

### Mark VIII
dal 2002 al 2022
- Ian Gillan - voce
- Steve Morse - chitarra
- Roger Glover - basso
- Ian Paice - batteria
- Don Airey - tastiere

### Mark IX
dal 2022-presente 
- Ian Gillan - voce (1969-1973; 1984-1989; 1991-presente)
- Don Airey - tastiera (2002-presente)
- Roger Glover - basso (1969-1973; 1984-presente)
- Ian Paice - batteria (1968-1976; 1984-presente)
- Simon McBride - chitarra (2022-presente)